# Großer Preis von Schweden 1976
Der Große Preis von Schweden 1976 (offiziell VII Gislaved Sveriges Grand Prix) fand am 13. Juni auf dem Scandinavian Raceway in Anderstorp statt und war das siebte Rennen der Automobil-Weltmeisterschaft 1976.

## Berichte

### Hintergrund
Indem Mario Andretti und Brett Lunger, die den Großen Preis von Monaco zwei Wochen zuvor ausgelassen hatten, ins Starterfeld zurückkehrten, traten die Teams Lotus und Surtees wieder mit jeweils zwei Werkswagen an. Wegen des Fehlens von Jacky Ickx, der am parallel stattfindenden 24-Stunden-Rennen von Le Mans teilnahm und dieses siegreich beendete, trat das Wolf-Williams-Team hingegen ausnahmsweise mit nur einem Fahrzeug an.
Das Team RAM Racing, welches den Monaco-GP ebenfalls ausgelassen hatte, meldete nun wieder zwei Kunden-Brabham. Das Cockpit des zweiten Wagens neben dem von Stammfahrer Loris Kessel wurde an diesem Wochenende an den dänischen Formel-1-Neuling Jac Nelleman vergeben.
Penske-Werksfahrer John Watson führte an diesem Wochenende den ersten Grand-Prix-Einsatz des neuen Wagens mit der Bezeichnung PC4 durch.

### Training
Jody Scheckter und Patrick Depailler bewiesen bereits im Training durch das Erreichen der Startplätze eins und vier die Konkurrenzfähigkeit des bislang von der Fachwelt kritisch beurteilten Tyrrell P34 mit sechs Rädern. Mit einem geringfügig weiterentwickelten Lotus 77 erzielte Andretti die zweitschnellste Trainingszeit vor Chris Amon, der sich mit dem Ensign N176 überraschend für den dritten Startplatz qualifizieren konnte.
Erst auf dem fünften Startplatz folgte mit Niki Lauda einer der zuvor meist dominierenden Ferrari 312T2. Der Einheimische Gunnar Nilsson bestätigte mit Platz sechs den Aufwärtstrend bei Lotus.

### Rennen
Andretti ging aus der ersten Startreihe vor den beiden Tyrrell von Scheckter und Depailler sowie Ensign-Pilot Amon in Führung.
Das Potential des modifizierten Lotus 77 konnten beide Werksfahrer in diesem Rennen nicht umsetzen. Nilsson vergab vor heimischem Publikum früh seine Chancen auf eine gute Platzierung durch einen Dreher in die Boxenmauer, der für ihn das Aus bedeutete. Aufgrund eines Frühstarts verhängten die Rennkommissare eine Zeitstrafe von einer Minute gegen Andretti, was diesem von seinem Team umgehend per Boxentafel mitgeteilt wurde. Der US-Amerikaner ließ sich dadurch allerdings nicht entmutigen und versuchte, sich an der Spitze einen möglichst großen Vorsprung herauszufahren, sodass auch nach dem Hinzurechnen der angekündigten Straf-Minute ein gutes Endergebnis möglich schien. In der 49. Runde schied er jedoch wegen eines Motorschadens aus.
Die wenigen Positionsverschiebungen während des Rennens kamen fast allesamt durch Ausfälle zustande. Amon verunfallte in der 39. Runde, sodass Lauda kampflos den dritten Rang hinter den beiden seit Andrettis Ausfall in Führung liegenden Tyrrell einnehmen konnte. Clay Regazzoni gelang es, während der letzten Umläufe sowohl Carlos Pace als auch Ronnie Peterson zu überholen und sich somit als Sechster den letzten WM-Punkt des Tages zu sichern.
Der Tyrrell-Doppelsieg jenes Tages stellt den einzigen Erfolg eines Fahrzeugs mit einer ungewöhnlichen Anzahl an Rädern dar. Sämtliche anderen Grand-Prix-Siege der Formel-1-Geschichte wurden mit vierrädrigen Wagen erzielt.

## Meldeliste
| Team                       | Nr. | Fahrer             | Chassis         | Motor                     | Reifen |
| -------------------------- | --- | ------------------ | --------------- | ------------------------- | ------ |
| Scuderia Ferrari SpA SEFAC | 01  | Niki Lauda         | Ferrari 312T2   | Ferrari 015 3.0 F12       | G      |
| Scuderia Ferrari SpA SEFAC | 02  | Clay Regazzoni     | Ferrari 312T2   | Ferrari 015 3.0 F12       | G      |
| Elf Team Tyrrell           | 03  | Jody Scheckter     | Tyrrell P34     | Ford Cosworth DFV 3.0 V8  | G      |
| Elf Team Tyrrell           | 04  | Patrick Depailler  | Tyrrell P34     | Ford Cosworth DFV 3.0 V8  | G      |
| John Player Team Lotus     | 05  | Mario Andretti     | Lotus 77        | Ford Cosworth DFV 3.0 V8  | G      |
| John Player Team Lotus     | 06  | Gunnar Nilsson     | Lotus 77        | Ford Cosworth DFV 3.0 V8  | G      |
| Martini Racing             | 07  | Carlos Reutemann   | Brabham BT45    | Alfa Romeo 115-12 3.0 F12 | G      |
| Martini Racing             | 08  | Carlos Pace        | Brabham BT45    | Alfa Romeo 115-12 3.0 F12 | G      |
| Beta Team March            | 09  | Vittorio Brambilla | March 761       | Ford Cosworth DFV 3.0 V8  | G      |
| March Engineering          | 10  | Ronnie Peterson    | March 761       | Ford Cosworth DFV 3.0 V8  | G      |
| March Engineering          | 34  | Hans-Joachim Stuck | March 761       | Ford Cosworth DFV 3.0 V8  | G      |
| Ovoro Team March           | 35  | Arturo Merzario    | March 761       | Ford Cosworth DFV 3.0 V8  | G      |
| Marlboro Team McLaren      | 11  | James Hunt         | McLaren M23     | Ford Cosworth DFV 3.0 V8  | G      |
| Marlboro Team McLaren      | 12  | Jochen Mass        | McLaren M23     | Ford Cosworth DFV 3.0 V8  | G      |
| Shadow Racing Team         | 16  | Tom Pryce          | Shadow DN5B     | Ford Cosworth DFV 3.0 V8  | G      |
| Shadow Racing Team         | 17  | Jean-Pierre Jarier | Shadow DN5B     | Ford Cosworth DFV 3.0 V8  | G      |
| Team Surtees               | 18  | Brett Lunger       | Surtees TS19    | Ford Cosworth DFV 3.0 V8  | G      |
| Team Surtees               | 19  | Alan Jones         | Surtees TS19    | Ford Cosworth DFV 3.0 V8  | G      |
| Walter Wolf Racing         | 21  | Michel Leclère     | Williams FW05   | Ford Cosworth DFV 3.0 V8  | G      |
| Team Ensign                | 22  | Chris Amon         | Ensign N176     | Ford Cosworth DFV 3.0 V8  | G      |
| Hesketh Racing             | 24  | Harald Ertl        | Hesketh 308D    | Ford Cosworth DFV 3.0 V8  | G      |
| Ligier Gitanes             | 26  | Jacques Laffite    | Ligier JS5      | Matra MS73 3.0 V12        | G      |
| Citibank Team Penske       | 28  | John Watson        | Penske PC4      | Ford Cosworth DFV 3.0 V8  | G      |
| Copersucar-Fittipaldi      | 30  | Emerson Fittipaldi | Copersucar FD04 | Ford Cosworth DFV 3.0 V8  | G      |
| RAM Racing                 | 32  | Loris Kessel       | Brabham BT44B   | Ford Cosworth DFV 3.0 V8  | G      |
| RAM Racing                 | 33  | Jac Nelleman       | Brabham BT44B   | Ford Cosworth DFV 3.0 V8  | G      |
| HB Bewaking Alarm Systems  | 37  | Larry Perkins      | Boro 001        | Ford Cosworth DFV 3.0 V8  | G      |

## Klassifikationen

### Startaufstellung
| Pos. | Fahrer             | Konstrukteur       | Zeit     | Ø-Geschwindigkeit | Start |
| ---- | ------------------ | ------------------ | -------- | ----------------- | ----- |
| 01   | Jody Scheckter     | Tyrrell-Ford       | 1:25,659 | 168,865 km/h      | 01    |
| 02   | Mario Andretti     | Lotus-Ford         | 1:26,008 | 168,180 km/h      | 02    |
| 03   | Chris Amon         | Ensign-Ford        | 1:26,163 | 167,877 km/h      | 03    |
| 04   | Patrick Depailler  | Tyrrell-Ford       | 1:26,362 | 167,490 km/h      | 04    |
| 05   | Niki Lauda         | Ferrari            | 1:26,441 | 167,337 km/h      | 05    |
| 06   | Gunnar Nilsson     | Lotus-Ford         | 1:26,570 | 167,088 km/h      | 06    |
| 07   | Jacques Laffite    | Ligier-Matra       | 1:26,773 | 166,697 km/h      | 07    |
| 08   | James Hunt         | McLaren-Ford       | 1:26,958 | 166,342 km/h      | 08    |
| 09   | Ronnie Peterson    | March-Ford         | 1:27,040 | 166,186 km/h      | 09    |
| 10   | Carlos Pace        | Brabham-Alfa Romeo | 1:27,133 | 166,008 km/h      | 10    |
| 11   | Clay Regazzoni     | Ferrari            | 1:27,157 | 165,963 km/h      | 11    |
| 12   | Tom Pryce          | Shadow-Ford        | 1:27,527 | 165,261 km/h      | 12    |
| 13   | Jochen Mass        | McLaren-Ford       | 1:27,568 | 165,184 km/h      | 13    |
| 14   | Jean-Pierre Jarier | Shadow-Ford        | 1:27,618 | 165,089 km/h      | 14    |
| 15   | Vittorio Brambilla | March-Ford         | 1:27,640 | 165,048 km/h      | 15    |
| 16   | Carlos Reutemann   | Brabham-Alfa Romeo | 1:27,762 | 164,818 km/h      | 16    |
| 17   | John Watson        | Penske-Ford        | 1:28,065 | 164,251 km/h      | 17    |
| 18   | Alan Jones         | Surtees-Ford       | 1:28,207 | 163,987 km/h      | 18    |
| 19   | Arturo Merzario    | March-Ford         | 1:28,221 | 163,961 km/h      | 19    |
| 20   | Hans-Joachim Stuck | March-Ford         | 1:28,230 | 163,944 km/h      | 20    |
| 21   | Emerson Fittipaldi | Copersucar-Ford    | 1:28,670 | 163,131 km/h      | 21    |
| 22   | Larry Perkins      | Boro-Ford          | 1:28,815 | 162,864 km/h      | 22    |
| 23   | Harald Ertl        | Hesketh-Ford       | 1:28,885 | 162,736 km/h      | 23    |
| 24   | Brett Lunger       | Surtees-Ford       | 1:29,343 | 161,902 km/h      | 24    |
| 25   | Michel Leclère     | Wolf-Williams-Ford | 1:29,597 | 161,443 km/h      | 25    |
| 26   | Loris Kessel       | Brabham-Ford       | 1:30,020 | 160,684 km/h      | 26    |
| DNQ  | Jac Nelleman       | Brabham-Ford       | 1:30,259 | 160,259 km/h      | –     |

### Rennen
| Pos. | Fahrer             | Konstrukteur       | Runden | Stopps | Zeit        | Start | Schnellste Runde |
| ---- | ------------------ | ------------------ | ------ | ------ | ----------- | ----- | ---------------- |
| 01   | Jody Scheckter     | Tyrrell-Ford       | 72     | 0      | 1:46:53,729 | 01    |                  |
| 02   | Patrick Depailler  | Tyrrell-Ford       | 72     | 0      | + 19,766    | 04    |                  |
| 03   | Niki Lauda         | Ferrari            | 72     | 0      | + 33,866    | 05    |                  |
| 04   | Jacques Laffite    | Ligier-Matra       | 72     | 0      | + 55,819    | 07    |                  |
| 05   | James Hunt         | McLaren-Ford       | 72     | 0      | + 59,483    | 08    |                  |
| 06   | Clay Regazzoni     | Ferrari            | 72     | 0      | + 1:00,366  | 11    |                  |
| 07   | Ronnie Peterson    | March-Ford         | 72     | 0      | + 1:03,493  | 09    |                  |
| 08   | Carlos Pace        | Brabham-Alfa Romeo | 72     | 0      | + 1:11,613  | 10    |                  |
| 09   | Tom Pryce          | Shadow-Ford        | 71     | 0      | + 1 Runde   | 12    |                  |
| 10   | Vittorio Brambilla | March-Ford         | 71     | 0      | + 1 Runde   | 15    |                  |
| 11   | Jochen Mass        | McLaren-Ford       | 71     | 0      | + 1 Runde   | 13    |                  |
| 12   | Jean-Pierre Jarier | Shadow-Ford        | 71     | 0      | + 1 Runde   | 14    |                  |
| 13   | Alan Jones         | Surtees-Ford       | 71     | 0      | + 1 Runde   | 18    |                  |
| 14   | Arturo Merzario    | March-Ford         | 70     | 0      | DNF         | 19    |                  |
| 15   | Brett Lunger       | Surtees-Ford       | 70     | 0      | + 2 Runden  | 24    |                  |
| –    | Harald Ertl        | Hesketh-Ford       | 54     | 0      | DNF         | 23    |                  |
| –    | Hans-Joachim Stuck | March-Ford         | 52     | 0      | DNF         | 20    |                  |
| –    | Mario Andretti     | Lotus-Ford         | 45     | 0      | DNF         | 02    | 1:28,002 (11.)   |
| –    | Chris Amon         | Ensign-Ford        | 38     | 0      | DNF         | 03    |                  |
| –    | Michel Leclère     | Wolf-Williams-Ford | 20     | 0      | DNF         | 25    |                  |
| –    | Larry Perkins      | Boro-Ford          | 18     | 0      | DNF         | 22    |                  |
| –    | Emerson Fittipaldi | Copersucar-Ford    | 10     | 0      | DNF         | 21    |                  |
| –    | Loris Kessel       | Brabham-Ford       | 5      | 0      | DNF         | 26    |                  |
| –    | Gunnar Nilsson     | Lotus-Ford         | 2      | 0      | DNF         | 06    |                  |
| –    | Carlos Reutemann   | Brabham-Alfa Romeo | 2      | 1      | DNF         | 16    |                  |
| –    | John Watson        | Penske-Ford        | 0      | 0      | DNF         | 17    |                  |

## WM-Stände nach dem Rennen
Die ersten sechs des Rennens bekamen 9, 6, 4, 3, 2 bzw. 1 Punkt(e). Es zählten nur die besten sieben Ergebnisse aus den ersten acht Rennen und die besten sieben Ergebnisse aus den letzten acht Rennen. In der Konstrukteurswertung zählte nur das Ergebnis des bestplatzierten Fahrers eines Teams.

### Fahrerwertung
| Pos. | Fahrer             | Konstrukteur               | Punkte |
| ---- | ------------------ | -------------------------- | ------ |
| 01   | Niki Lauda         | Ferrari                    | 52     |
| 02   | Jody Scheckter     | Tyrrell-Ford               | 23     |
| 03   | Patrick Depailler  | Tyrrell-Ford               | 20     |
| 04   | James Hunt         | McLaren-Ford               | 17     |
| 05   | Clay Regazzoni     | Ferrari                    | 16     |
| 06   | Jochen Mass        | McLaren-Ford               | 10     |
| 07   | Jacques Laffite    | Ligier-Matra               | 10     |
| 08   | Hans-Joachim Stuck | March-Ford                 | 6      |
| 09   | Tom Pryce          | Shadow-Ford                | 4      |
| 10   | Gunnar Nilsson     | Lotus-Ford                 | 4      |
| 11   | Carlos Reutemann   | Brabham-Alfa Romeo         | 3      |
| 12   | Chris Amon         | Ensign-Ford                | 2      |
| 13   | Emerson Fittipaldi | Copersucar-Ford            | 2      |
| 14   | John Watson        | Penske-Ford                | 2      |
| 15   | Alan Jones         | Surtees-Ford               | 2      |
| 16   | Mario Andretti     | Lotus-Ford / Parnelli-Ford | 1      |
| 17   | Carlos Pace        | Brabham-Alfa Romeo         | 1      |

| Pos. | Fahrer             | Konstrukteur            | Punkte |
| ---- | ------------------ | ----------------------- | ------ |
| 18   | Jean-Pierre Jarier | Shadow-Ford             | 0      |
| 19   | Jacky Ickx         | Wolf-Williams-Ford      | 0      |
| 20   | Vittorio Brambilla | March-Ford              | 0      |
| 21   | Larry Perkins      | Boro-Ford               | 0      |
| 22   | Renzo Zorzi        | Wolf-Williams-Ford      | 0      |
| 23   | Ronnie Peterson    | Lotus-Ford / March-Ford | 0      |
| 24   | Michel Leclère     | Wolf-Williams-Ford      | 0      |
| 25   | Bob Evans          | Lotus-Ford              | 0      |
| 26   | Ingo Hoffmann      | Copersucar-Ford         | 0      |
| 27   | Brett Lunger       | Surtees-Ford            | 0      |
| 28   | Loris Kessel       | Brabham-Ford            | 0      |
| 29   | Lella Lombardi     | March-Ford              | 0      |
| 30   | Arturo Merzario    | March-Ford              | 0      |
| 31   | Harald Ertl        | Hesketh-Ford            | 0      |
| –    | Ian Ashley         | B.R.M.                  | 0      |
| –    | Ian Scheckter      | Tyrrell-Ford            | 0      |
| –    | Patrick Nève       | Brabham-Ford            | 0      |

### Konstrukteurswertung
| Pos. | Konstrukteur       | Punkte |
| ---- | ------------------ | ------ |
| 01   | Ferrari            | 55     |
| 02   | Tyrrell-Ford       | 31     |
| 03   | McLaren-Ford       | 23     |
| 04   | Ligier-Matra       | 10     |
| 05   | March-Ford         | 6      |
| 06   | Lotus-Ford         | 4      |
| 07   | Shadow-Ford        | 4      |
| 08   | Brabham-Alfa Romeo | 3      |
| 09   | Ensign-Ford        | 2      |

| Pos. | Konstrukteur       | Punkte |
| ---- | ------------------ | ------ |
| 10   | Penske-Ford        | 2      |
| 11   | Surtees-Ford       | 2      |
| 12   | Copersucar-Ford    | 2      |
| 13   | Parnelli-Ford      | 1      |
| 14   | Wolf-Williams-Ford | 0      |
| 15   | Hesketh-Ford       | 0      |
| 16   | Boro-Ford          | 0      |
| 17   | Brabham-Ford       | 0      |
| –    | B.R.M.             | 0      |